# Asker, Norge
Asker är centralorten i Askers kommun i Akershus fylke i sydöstra Norge. Orten, som utgör en del av tätorten Oslo, ligger där Europaväg 18 möter fylkesväg 167 och fylkesväg 1436, väster om Oslofjorden.